# Ogyū Sorai
Ogyū Sorai, noto anche con lo pseudonimo di Butsu Sorai (荻生 徂徠?, Ogyū Sorai; Edo, 21 marzo 1666 – 28 febbraio 1728), è stato un filosofo giapponese confuciano.
È stato descritto come il più influente studioso di questo tipo durante il periodo Tokugawa. La sua principale area di studio fu l'applicazione degli insegnamenti del confucianesimo al governo e all'ordine sociale. Egli rispose alle carenze economiche e politiche che stavano caratterizzando in quel momento il Giappone, così come alla cultura del mercantilismo e al predominio di vecchie istituzioni che erano diventate deboli con gli sperperi, le quali, a suo giudizio, utilizzavano insegnamenti come la Via per giustificare le loro azioni. Sorai respinse il moralismo del confucianesimo Song e guardò invece alle opere antiche. Egli sosteneva l'importanza di permettere alle emozioni umane di esprimersi e favorì per questo motivo la diffusione della letteratura cinese in Giappone. Sorai attrasse un grande seguito con i suoi insegnamenti e creò la scuola Sorai, che sarebbe diventata una forza influente negli ulteriori studi confuciani in Giappone.

## Vita
Sorai nacque secondogenito di un samurai che prestava servizio come medico personale di Tokugawa Tsunayoshi (徳川綱吉?), che sarebbe in seguito divenuto il quinto shōgun. Sorai studiò la versione del confucianesimo Song di Zhu Xi, e verso il 1690 divenne un insegnante privato di classici cinesi. Entrò al servizio di Yanagisawa Yoshiyasu, un consigliere anziano di Tsunayoshi, nel 1696. Lasciò nel 1709 dopo la morte di Tsunayoshi per dedicarsi ai suoi studi, nei quali si sarebbe allontanato dagli insegnamenti di Zhu Xi per sviluppare la propria filosofia e la propria scuola. A lui è attribuita la creazione del kō shōgi, un'insolita forma di scacchi.

## Insegnamenti
Sorai scrisse parecchie opere influenti. In esse identificò due fondamentali debolezze del confucianesimo Song. La prima era nel sistema del dominio del bakufu, che verso il XVIII secolo era in crisi. Come risultato egli dubitava che fosse sufficiente affidarsi alla ricerca del bene etico del singolo individuo. Al riguardo sosteneva che la crisi politica del tempo richiedesse di più del perfezionamento del carattere morale. Inoltre, vedeva gli antichi re saggi cinesi interessati non solo alla moralità ma anche al governo stesso. Il suo secondo disaccordo con il confucianesimo Song era che egli riteneva che mettere troppa enfasi sulla moralità reprimesse la natura umana, che era basata sulle emozioni.
Tuttavia, queste debolezze che egli avvertiva non scaturivano da una deficienza del confucianesimo stesso, ma piuttosto da un'errata lettura delle opere classiche dei Quattro Libri e dei Cinque Classici da parte dei confuciani Song, che egli insisteva "non conoscevano le antiche parole". Sorai ritornò alle opere antiche per una conoscenza più affidabile, affermando che "la forma suprema di conoscenza erudita è la storia". Per lui, queste opere storiche erano la fonte suprema, anche per un presente sempre mutevole. Sorai pensava che lo studio della filosofia cominciasse con lo studio della lingua. In questo era notevolmente influenzato dalla scuola della Retorica Antica del periodo Ming, che era un movimento neoclassico che vedeva i periodi Qin e Han come il modello per la prosa, e il periodo Tang per la poesia. La scuola di Sorai introdusse Selezioni di poesia Tang, un'opera che si pensava fosse stata curata da Li Panlong (李攀竜 1514-70), un fondatore della scuola della Retorica Antica, in Giappone, dove divenne molto popolare. Come risultato, la sua scuola oggi è nota talvolta anche come la scuola della Retorica Antica (kobunji 古文辞). Tuttavia essa differiva dalla scuola cinese in quanto Sorai la vedeva per lo più come un mezzo per accedere ai Cinque Classici. Avrebbe anche accusato altri confuciani in Giappone, come Hayashi Razan, di fare eccessivo affidamento sulle fonti Song come Zhu Xi.
Sorai differiva ulteriormente dalle opinioni dei confuciani Song in altri aspetti. Uno era che la "Via" non era un principio predeterminato dell'universo, ma piuttosto una creazione di uomini, ossia degli antichi saggi che lo avevano descritto nelle opere classiche confuciane. Queste opere indicavano la "Via", che era basata sui riti (rei 礼) e sulla musica (gaku 楽). I primi davano l'ordine sociale, mentre la seconda era l'ispirazione per il cuore. In questo senso essa consentiva direttamente il flusso delle emozioni umane, qualcosa negato dalla filosofia moralista del confucianesimo Song. Sorai sosteneva il contrario, ammettendo che una persona fosse arricchita attraverso la musica e la poesia. Come risultato dei suoi insegnamenti nel porre l'enfasi sulla letteratura come una forma fondamentale dell'espressione umana, la scrittura cinese avrebbe cominciato a fiorire in Giappone, diventando un accettato cimento artistico. Dalla sua scuola sarebbe usciti così all'epoca parecchi di tali grandi scrittori di composizione cinese.
Sorai fu inoltre un sostenitore della classe dei samurai. Istituzioni che erano un tempo sotto la guida di grandi capi sarebbero più tardi declinate e uomini più capaci avrebbero avuto meno probabilità di giungere al potere. I samurai, pensava Sorai, erano in grado meglio di altri di superare questa situazione, grazie ad un sistema di ricompense e punizioni che permetteva loro di selezionare gli uomini migliori. Egli vedeva problemi anche con la classe mercantile del tempo, che accusava di cospirare per fissare i prezzi. Non fu, tuttavia, un grande sostenitore delle classi inferiori. Affermava, infatti: "Che possibile valore può esserci nel fatto che le persone comuni vadano oltre il livello che compete loro nella vita e studino libri [come i classici confuciani]?".
Alcuni studiosi posteriori criticarono la sua opera e trovarono il suo insegnamento irrealistico. Goi Ranshū credeva che Sorai fosse motivato dal desiderio di sorpassare Itō Jinsai, un altro confuciano che lo aveva influenzato profondamente, e che Sorai portò le sue argomentazioni al livello dell'assurdità per questa ragione. Se uno qualsiasi dei suoi insegnamenti fosse stato attuato, Goi riteneva che avrebbe causato grandi danni alla filosofia morale. Un altro studioso posteriore critico verso gli insegnamenti di Ogyū fu Nakai Chikuzan, che era anche familiare con l'opposizione di Goi ad Ogyū Sorai. Goi scrisse la sua opposizione a Sorai nel suo saggio Hi-Butsu hen, che fu scritto negli anni 1730, ma non venne pubblicato fino al 1766, dopo essere stato curato da Chikuzan Nakai (altro grande filosofo dell'era Togukawa) e da suo fratello. Nakai in seguito scrisse il proprio rifiuto, altamente emotivo, delle convinzioni di Ogyū nella sua opera Hi-Chō (1785), dove respingeva l'idea che gli individui non potessero migliorare sé stessi attraverso le scelte morali. In più asseriva che gli individui erano in grado di giudicare se le idee e le azioni esterne fossero vere e giuste. La negazione di questi principi morali, egli riteneva, avrebbe lasciato solo "riti e regole" da seguire.

### GliInsegnamenti del maestro Sorai
Insegnamenti del maestro Sorai è una raccolta dei suoi insegnamenti e degli scambi con i suoi studenti. Il testo fu redatto da questi ultimi e contiene le loro domande seguite dalle risposte che Sorai dava loro. L'opera non fu diffusa fino al 1724, ma si pensa che sia stata effettivamente realizzata intorno al 1720. In essa egli ribadisce che la letteratura non è intesa tanto ai fini dell'istruzione nel campo della moralità o del governo, ma piuttosto che consente semplicemente il fluire delle emozioni umane. Da questo, egli sosteneva, si possono trovare risposte sui suddetti argomenti. Mentre Ogyu cercava di ridefinire le fonti della legittimazione Tokugawa, il suo fine era chiaramente di rafforzare l'autorità dello shogunato Tokugawa.

## Opere
- Regole per lo studio (Gakusoku, 1715)
- Distinguere la Via (Bendō, 1717)
- Gli insegnamenti del maestro Sorai (Sorai sensei tōmonsho, 1724)
- Discorso sul Governo (Seidan, 1726 ca.)